# Telefonvorwahl (Frankreich)
Die Telefonvorwahlen in Frankreich werden von der französischen Regulierungsbehörde ARCEP vergeben. Frankreich ist insofern besonders, als das Mutterland und die Überseegebiete verschiedene internationale Telefonvorwahlen verwenden, intern jedoch als ein einziges Netz erscheinen.
Die Anwahl einer französischen Rufnummer aus dem Ausland geschieht folgendermaßen:
Internationale Verkehrsausscheidungsziffer + 33 bzw. andere für Überseegebiete (Ländercode) + Ortsvorwahl (ohne führende Null) + Telefonnummer.
Die Anwahl innerhalb des Landes kann stets so erfolgen:
Ortsvorwahl + Telefonnummer.

## Geltungsbereich der französischen Vorwahlen
Das französische Telefonnetz umfasst folgende Gebiete:
- das französische Mutterland (France métropolitaine)
- die Übersee-Départements Französisch-Guayana, Guadeloupe, Martinique, Mayotte und Réunion
- die Collectivités d'outre-mer Saint-Barthélemy, Saint-Martin sowie Saint-Pierre und Miquelon
- die französischen Süd- und Antarktisgebiete[1]

Die Überseegebiete Französisch-Polynesien, Neukaledonien sowie Wallis und Futuna gehören nicht zum französischen Telefonnetz.

## Vorwahlen innerhalb Frankreichs

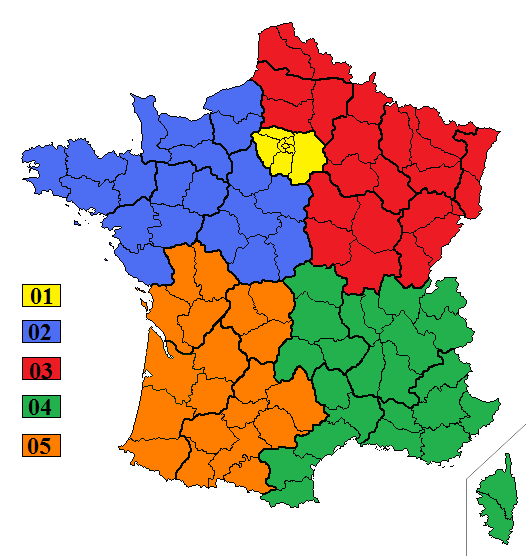
Die geographischen Vorwahlbereiche 01 bis 05 in Frankreich

Sämtliche Telefonnummern in Frankreich werden mit zehn Ziffern dargestellt, wobei die erste Ziffer eine Null ist. Für Inlandsgespräche muss stets die volle zehnstellige Nummer gewählt werden. (01 bis 05, die geografischen Bereichen entsprechen, sind darin schon enthalten.)
| Vorwahl | Zuweisung                                                 | Beispiele |
| ------- | --------------------------------------------------------- | --- |
| 01      | Île-de-France                                             | |
| 02      | Nordwest-Frankreich Überseegebiete (ind. Ozean/Antarktis) | 0262/0263: Reunion 026200: Französische Süd- und Antarktisgebiete 0269: Mayotte                                                         |
| 03      | Nordost-Frankreich                                        | |
| 04      | Südost-Frankreich                                         | |
| 05      | Südwest-Frankreich Überseegebiete (Atlantik/Karibik)      | 0508: Saint-Pierre und Miquelon 0590: Guadeloupe, St-Barthélemy, St-Martin 0594: Französisch-Guayana 0596: Martinique                   |
| 06      | Mobilnummern Überseegebiete                               | 0639: Mayotte 0640: Globalstar 0690: Guadeloupe, St-Barthélemy, St-Martin 0692/0693: Réunion 0694: Französisch-Guayana 0696: Martinique |
| 07      | Mobilnummern                                              | |
| 08      | speziell tarifierte Nummern                               | 0800 und 08088: Freephone 0836: Datenzugang 085: Virtuelle private Netze 086: Internetzugang                                            |
| 09      | Internettelefonie                                         | |

## Vorwahlen aus dem Ausland und Rufnummernaufbau
Frankreichs internationale Kennung ist +33, doch sind die Überseegebiete aus dem Ausland unter eigenen Länderkennungen erreichbar:
| Internationale Vorwahl | Aufbau der Rufnummern | Gebiet                                                                      | In das französische Netz eingebunden | Europäisches Roaming zu Inlandspreisen |
| ---------------------- | --------------------- | --------------------------------------------------------------------------- | ------------------------------------ | -------------------------------------- |
| +33                    | +33 Z RR XX XX XX     | Frankreich (Mutterland)                                                     | Ja                                   | Ja                                     |
| +262                   | +262 Z RR XX XX XX    | Französische Gebiete im Indischen Ozean (unter anderem Mayotte und Réunion) | Ja                                   | Ja                                     |
| +508                   | +508 XXX XXX          | Saint-Pierre und Miquelon                                                   | Ja                                   | Nein                                   |
| +590                   | +590 Z RR XX XX XX    | Guadeloupe, Saint-Barthélemy, Saint-Martin                                  | Ja                                   | Ja, außer Saint-Barthélemy             |
| +594                   | +594 Z RR XX XX XX    | Französisch-Guayana                                                         | Ja                                   | Ja                                     |
| +596                   | +596 Z RR XX XX XX    | Martinique                                                                  | Ja                                   | Ja                                     |
| +689                   | +689 XX XX XX XX      | Französisch-Polynesien                                                      | Nein                                 | Nein                                   |
| +687                   | +687 XX XX XX         | Neukaledonien                                                               | Nein                                 | Nein                                   |
| +681                   | +681 XX XX XX         | Wallis und Futuna                                                           | Nein                                 | Nein                                   |

Die vollständigen Rufnummern sind in den verschiedenen Gebieten aufgebaut wie in der zweiten Spalte dargestellt. In der Regel folgt auf die Internationale Vorwahl die zweite Ziffer der nationalen Vorwahl (Z = Zonennummer, siehe Tabelle oben, ohne führende Null), dann ein zweistelliger Regionalcode RR, dann die Teilnehmernummer aus sechs Ziffern X. Bei Mobilnummern gibt es anstatt des Regionalcodes um zwei Ziffern erweiterte Teilnehmernummern.
Bei Gesprächen innerhalb eines Gebiets kann die internationale Vorwahl weggelassen und stattdessen 0Z RR XX XX XX gewählt werden.
Verbindungen von, zu und zwischen Netzen, die nicht in das französische Netz eingebunden sind, werden wie Auslandsgespräche behandelt.

## Internationale Verkehrsausscheidungsziffer
Für Gespräche in das Ausland sowie in die französischen Überseegebiete, die nicht in das französische Telefonnetz integriert sind, muss 00 als Verkehrsausscheidungsziffer vorgewählt werden.

## Anbietervorwahl
Französische Telefonnummern werden üblicherweise in fünf Zweiergruppen mit führender Null dargestellt: 01.23.45.67.89. Wird diese Nummer in Frankreich gewählt, erfolgt die Verbindung über den Standardanbieter des Anrufenden.
Für einzelne Gespräche (Call-by-Call) können andere Verbindungs-Netzbetreiber dadurch ausgewählt werden, dass statt der ersten Null eine andere Ziffer (außer 1 und 3) gewählt wird, oder indem eine 16, gefolgt von einer zweistelligen Anbieterkennung vorangestellt wird.
Beispiele:
- 0123456789: das Gespräch wird über den Standardanbieter geführt, meist France Télécom
- 9123456789: das Gespräch wird über den Anbieter Neuf Cegetel geführt
- 16-45-0123456789: das Gespräch wird über den Anbieter 3U geführt

Diese Methode gilt auch für Auslandsgespräche. Statt 00 wird beispielsweise 70 vorgewählt.

## Geschichte der französischen Vorwahlen

### Vor 1946
Der Selbstwähldienst für Ferngespräche wurde in Frankreich ab 1926 schrittweise eingeführt. Die ersten drei Ziffern der zu wählenden Nummer wurden aus den ersten drei Buchstaben des Namens der Vermittlungsstelle abgeleitet (CARnot=227) und auch als Buchstaben geschrieben. Diese Schreibweise wurde ab 1953 aufgegeben, in Paris erst 1963.

### Umstellung 1946
Ab 1946 bestanden französische Telefonnummern aus zwei Teilen. Der erste Teil bestand aus zwei oder drei Ziffern, die für die Stadt oder die Vermittlungsstelle standen. Der zweite Teil bestand aus vier Ziffern. Somit war die Rufnummer sechs- oder siebenstellig und innerhalb einer Region eindeutig.
Um von Region zu Region wählen zu können, war die Vorwahl 16 (teilweise auch 15), gefolgt von der Vorwahl der Region notwendig.
Als der Selbstwähldienst ins Ausland eröffnet wurde, musste man 19 vorwählen und einen erneuten Wählton abwarten.
Andorra und Monaco waren in das französische Telefonnetz integriert und unter den Vorwahlen 16-078 bzw. 16-93 erreichbar.

### Umstellung 1985
Im Oktober 1985 wurde ein neues Nummerierungssystem im französischen Mutterland eingeführt. Frankreich wurde in zwei Zonen geteilt, der Großraum Paris (Ile de France) und die „Provinz“.
Jeder Teilnehmer erhielt eine achtstellige Rufnummer. Für Gespräche innerhalb dieser Zonen musste nur die achtstellige Nummer gewählt werden.
Für Gespräche in die Provinz musste aus Paris 16 vorgewählt werden, aus dem Ausland +33. Für Gespräche nach Paris musste aus der Provinz 16-1 vorgewählt werden, aus dem Ausland +33-1.
Am 17. Dezember 1994 verließ Andorra den französischen Nummernplan, in dem es bisher unter +33 628 erreichbar war, und nahm seine eigene Ländervorwahl +376 in Betrieb.
Am 21. Juni 1996 verließ Monaco den französischen Nummerierungsplan, zu dem es bisher gehört hatte, und nahm die eigene Landesvorwahl +377 an.

### Umstellung 1996
Am 18. Oktober 1996 wurden in Frankreich zehnstellige Rufnummern eingeführt, wobei der bisherigen achtstelligen Teilnehmernummer je nach geographischer Region eine Vorwahl von 01 bis 05 vorangestellt wurde. Mobilnummern begannen mit 06.
Bisherige kostenlose Nummern, die mit 05 begannen, wurden auf 0800 umgestellt, Sondernummern, die mit 36 begannen, auf 0836. Die restlichen sechs Stellen der Rufnummern wurden dabei übernommen.
Für Gespräche innerhalb des Mutterlandes Frankreichs muss seitdem stets die komplette zehnstellige Nummer inklusive der führenden Null gewählt werden. Bei Anrufen aus dem Ausland fällt diese Null nach der Ländervorwahl +33 weg.
Die Auslandsvorwahl wurde von 19 auf die international übliche 00 umgestellt.
Gleichzeitig wurden auch die damaligen Übersee-Départements in den nationalen Nummernplan eingebunden:
- 0262: Réunion
- 0269: Mayotte, das damals noch ein gemeinsames Telefonnetz mit den selbständigen Komoren hatte.
- 0508: Saint-Pierre und Miquelon
- 0590: Guadeloupe, das damals noch zusammen mit Saint-Barthélemy und Saint-Martin ein Übersee-Departement bildete
- 0594: Französisch-Guayana
- 0596: Martinique

Diese nationalen Vorwahlen entsprachen der Form nach geographischen Inlandsnummern, wobei die Vorwahlen den internationalen Codes entsprachen. Auf die Vorwahl folgte die jeweils sechsstellige Teilnehmernummer, so dass sich wie im französischen Mutterland eine zehnstellige Nummer ergab. Innerhalb der Übersee-Departements genügte nach wie vor die sechsstellige Rufnummer.
Dies war jedoch nur ein Übergangsschritt, weil zwei Ziele bei den Übersee-Gebieten noch nicht erreicht wurden: dass auch innerhalb dieser Gebiete und aus dem Ausland eine zehnstellige Nummer gewählt werden musste, und dass Mobilnummern einheitlich unter der Vorwahl 06 erreichbar waren.

### Weitere Anpassungen
Ab dem 1. Februar 1998 war für die französischen Teilnehmer möglich, sich für jedes Gespräch den Anbieter selbst auszuwählen (Call-by-Call). Der erste alternative Anbieter war Cegetel, dessen Kennziffer 7 war. France Télécom erhielt als Anbieterkennziffer 8.
Am 15. Dezember 2000 erfolgte ein weiterer Schritt bei der Vereinheitlichung der Rufnummern in Überseegebieten, als in Réunion die sechsstelligen Teilnehmernummern auf neun Stellen erweitert wurden. Bei Festnetzanschlüssen erfolgte dies durch Voranstellen der Ziffern 262. Bei Anrufen aus dem Mutterland änderte sich nichts, da von dort ohnehin die Vorwahl 0262 geschaltet war. Anrufe innerhalb von Réunion erforderten dagegen jetzt eine komplette zehnstellige Rufnummer mit führender Null. Aus dem Ausland galt nach wie vor die Ländervorwahl +262, jedoch musste danach ein weiteres Mal die 262 gewählt werden, danach die bisherige sechsstellige Nummer.
Eine ähnliche Umstellung erfolgte am 22. Juni 2001 in den karibischen Überseegebieten. Bei Festnetzanschlüssen wurden den bisher sechsstelligen Nummern die Ziffernfolgen 590, 594 und 596 vorangestellt, je nach der schon gültigen Vorwahl aus dem Mutterland. Die neuen Kennziffern für Mobilnummern waren entsprechend 690, 694 und 696. Anrufe innerhalb dieser Gebiete erforderten jetzt eine komplette zehnstellige Rufnummer mit führender Null. Aus dem Ausland galten nach wie vor die Ländervorwahlen +590, +594 und +596, gefolgt von der nun neunstelligen Rufnummer.
Ebenfalls am 22. Juni 2001 wurden die Mobilnummern von Réunion geändert. Die neunstellige Nummer begann nun nicht mehr mit 262, sondern mit 692, so dass diese Nummern aus dem gesamten französischen Netz unter der üblichen Mobilvorwahl 06 erreichbar waren.
Am 21. April 2006 wurde der erste Schritt durchgeführt, Mayotte komplett in den französischen Nummerierungsplan zu integrieren. Geographisch gehört Mayotte zu den Komoren, hatte sich aber 1974 bei deren Unabhängigkeit dazu entschieden, bei Frankreich zu verbleiben. Mayotte war unter der Landesvorwahl +269 in das Telefonnetz der Komoren integriert. In einem ersten Schritt wurde den sechsstelligen Teilnehmernummern im Inlandsverkehr die Ziffernkombination 269 vorangestellt, die alten Nummern waren aber bis zum 27. September 2006 wählbar.
Am 5. September 2006 wurde der Nummernbereich 09-5 für Internettelefonie freigegeben.
Am 30. März 2007 wurde die Insel Mayotte aus dem Telefonnetz der Komoren herausgelöst. Anstatt der internationalen Vorwahl +269 war nun +262 zu wählen. Die neue Vorwahl war bisher von Réunion verwendet worden und wurde nun für alle französischen Gebiete im Indischen Ozean benutzt. Anstatt der bisherigen sechsstelligen Nummer musste nun die neue neunstellige Teilnehmernummer gewählt werden. Festnetznummern begannen mit 269, neue Mobilnummern begannen mit 639, existierende wurden bis 28. Dezember 2007 von 269 auf 639 umgestellt.
Seit dem 3. Mai 2010 werden auch Mobilnummern ausgegeben, die die Vorwahl 07 verwenden, nachdem bereits 90 % der 06-Nummern vergeben waren.